# Sky Kids (revista)
A Sky Kids foi uma revista mensal que acompanhava a Sky Magazine. Esteve em circulação entre 2004 e 2009.

## História e perfil
A revista foi criada em 2004 e era publicada mensalmente exclusivamente para clientes da BSkyB com filhos. O público-alvo foram crianças com idade entre seis e doze anos. Foi fornecida gratuitamente mediante solicitação, onde os visitantes do site da Sky podiam solicitar a revista para seus filhos, inserindo seus dados e os números do cartão de crédito.
A revista continha jogos, quebra-cabeças, competições e destaques da televisão. Foi fechada em 2009 com a edição de outubro sendo a edição final. A Sky Magazine continuou funcionando normalmente e não foi afetada.